# Leon Drolet
Leon Drolet (sinh ngày 9 tháng 1 năm 1967) là một chính khách đảng Cộng hòa Michigan và bầu ủy viên quận Macomb. Ông là một nhà hoạt động chính trị nổi tiếng với quan điểm tự do.
Từ 2001 đến 2006 Drolet phục vụ tại Hạ viện Michigan. Drolet cũng từng là ủy viên quận Macomb, Michigan từ 1999–2000 và từ 2006–2008.

## Đời tư
Drolet là người đồng tính công khai.